# Robert Korzeniowski
Robert Marek Korzeniowski (Lubaczów, 30 luglio 1968) è un ex marciatore polacco, pluricampione olimpico e mondiale della specialità.

## Record nazionali

### Seniores
- Marcia 10 km: 37'57 ( Cracovia, 8 giugno 2002)
- Marcia 20 km: 1h18'22 ( Hildesheim, 9 luglio 2000)
- Marcia 50 km: 3h36'03 ( Parigi, 27 agosto 2003)

## Palmarès
| Anno | Manifestazione  | Sede       | Evento         | Risultato | Prestazione | Note                                    |
| ---- | --------------- | ---------- | -------------- | --------- | ----------- | --------------------------------------- |
| 1990 | Europei         | Spalato    | Marcia 20 km   | 4º        | 1h23'47     |                                         |
| 1991 | Universiade     | Sheffield  | Marcia 20 km   | Oro       | 1h24'37     |                                         |
| 1991 | Mondiali        | Tokyo      | Marcia 20 km   | 10º       | 1h21'32     |                                         |
| 1992 | Giochi olimpici | Barcellona | Marcia 20 km   | dnf       | dnf         |                                         |
| 1992 | Giochi olimpici | Barcellona | Marcia 50 km   | dq        | dq          |                                         |
| 1993 | Mondiali indoor | Toronto    | Marcia 5.000 m | Argento   | 18'35"91    |                                         |
| 1993 | Universiade     | Buffalo    | Marcia 20 km   | Oro       | 1h22'01     |                                         |
| 1994 | Europei         | Helsinki   | Marcia 50 km   | 5º        | 3h45'57     |                                         |
| 1995 | Mondiali        | Göteborg   | Marcia 50 km   | Bronzo    | 3h45'57     |                                         |
| 1996 | Giochi olimpici | Atlanta    | Marcia 20 km   | 8º        | 1h21'13     |                                         |
| 1996 | Giochi olimpici | Atlanta    | Marcia 50 km   | Oro       | 3h43'30     |                                         |
| 1997 | Mondiali        | Atene      | Marcia 50 km   | Oro       | 3h44'46     |                                         |
| 1998 | Europei         | Budapest   | Marcia 50 km   | Oro       | 3h43'51     |                                         |
| 2000 | Giochi olimpici | Sydney     | Marcia 20 km   | Oro       | 1h18'59     | Record olimpico                         |
| 2000 | Giochi olimpici | Sydney     | Marcia 50 km   | Oro       | 3h42'22     |                                         |
| 2001 | Mondiali        | Edmonton   | Marcia 50 km   | Oro       | 3h42'08     | Miglior prestazione mondiale stagionale |
| 2002 | Europei         | Monaco     | Marcia 50 km   | Oro       | 3h36'39     | Record mondiale                         |
| 2003 | Mondiali        | Parigi     | Marcia 50 km   | Oro       | 3h36'03     | Record mondiale                         |
| 2004 | Giochi olimpici | Atene      | Marcia 50 km   | Oro       | 3h38'46     |                                         |

## Altre competizioni internazionali
1996
- Oro in Coppa Europa di marcia ( La Coruña), 20 km - 1h21'46

1998
- Argento in Coppa Europa di marcia ( Dudince), 20 km - 1h20'40

2000
- Oro in Coppa Europa di marcia ( Eisenhüttenstadt), 20 km - 1h18'29

2004
- Argento in Coppa del mondo di marcia ( Naumburg), 20 km - 1h19'02